# Bruno José
Bruno José de Souza (Monte Sião, 31 marzo 1998) è un calciatore brasiliano, ala o centrocampista del Grêmio Novorizontino in prestito dal Júbilo Iwata.

## Carriera
Bruno José è cresciuto nel settore giovanile dell'Internacional con cui ha debuttato il 20 gennaio 2019 vinto 1-0 contro il São Luiz. Il mese successivo è stato prestato al Botafogo-SP fino al termine della stagione. Il 27 marzo ha realizzato la prima rete in carriera contro l'Oeste nel Campionato Paulista ed un mese più tardi ha esordito in Série B contro il Vitória.
Nel 2020 ha disputato il Campionato Alagoano e la Copa do Nordeste in prestito al CSA mentre nella seconda parte dell'anno ha giocato, sempre in prestito, la nuova stagione di Série B con il Brasil de Pelotas.
Il 2026 febbraio 2021 è stato ceduto a titolo definitivo al Cruzeiro. Schierato frequentemente titolare, nell'arco di una stagione e mezza ha giocato 54 incontri e realizzato 4 reti.
L'11 aprile 2022 è stato ceduto in prestito al Guarani fino al termine del Campionato Paulista 2023. Il prestito è stato in seguito esteso anche alla stagione successiva del campionato cadetto.

## Statistiche

### Presenze e reti nei club
Statistiche aggiornate al 25 luglio 2023.
| Stagione        | Squadra           | Campionato      | Campionato | Campionato | Coppe nazionali | Coppe nazionali | Coppe nazionali | Coppe continentali | Coppe continentali | Coppe continentali | Altre coppe | Altre coppe | Altre coppe | Totale | Totale | Totale |
| Stagione        | Squadra           | Comp            | Pres       | Reti       | Comp            | Pres            | Reti            | Comp               | Pres               | Reti               | Comp        | Pres        | Reti        | Pres   | Reti   |        |
| --------------- | ----------------- | --------------- | ---------- | ---------- | --------------- | --------------- | --------------- | ------------------ | ------------------ | ------------------ | ----------- | ----------- | ----------- | ------ | ------ | ------ |
| 2019            | Internacional     | M1/MG+A         | 2+0        | 0          | CB              | 0               | 0               |                    | -                  | -                  |             | -           | -           | 2      | 0      |        |
| 2019            | Botafogo-SP       | A1/SP+B         | 6+18       | 1+2        |                 | -               | -               |                    | -                  | -                  |             | -           | -           | 24     | 3      |        |
| 2020            | CSA               | PD/AL           | 3          | 0          | CB              | 1               | 0               |                    | -                  | -                  | CdN         | 5           | 0           | 9      | 0      |        |
| 2020            | Brasil de Pelotas | B               | 22         | 6          | CB              | 0               | 0               |                    | -                  | -                  |             | -           | -           | 22     | 6      |        |
| 2021            | Cruzeiro          | M1/MG+B         | 11+30      | 0+2        | CB              | 4               | 1               |                    | -                  | -                  |             | -           | -           | 45     | 3      |        |
| 2022            | Cruzeiro          | M1/MG           | 8          | 1          | CB              | 1               | 0               |                    | -                  | -                  |             | -           | -           | 9      | 1      |        |
| Totale Cruzeiro | Totale Cruzeiro   | Totale Cruzeiro | 49         | 3          |                 | 5               | 1               |                    | -                  | -                  |             | -           | -           | 54     | 4      |        |
| 2022            | Guarani           | B               | 35         | 2          | CB              | 0               | 0               |                    | -                  | -                  |             | -           | -           | 35     | 2      |        |
| 2023            | Guarani           | M1/MG+B         | 9+16       | 1+1        |                 | -               | -               |                    | -                  | -                  |             | -           | -           | 25     | 2      |        |
| Totale Guarani  | Totale Guarani    | Totale Guarani  | 60         | 4          |                 | 0               | 0               |                    | -                  | -                  |             | -           | -           | 60     | 4      |        |
| Totale carriera | Totale carriera   | Totale carriera | 160        | 16         |                 | 6               | 1               |                    | -                  | -                  |             | 5           | 0           | 171    | 17     |        |